# 山柚子科
山柚子科又名山柚科，包括10属约28种，分布在全球的热带地区。中国有4属4种，生长在南方各地。
本科植物为灌木、乔木或木质藤本；单叶互生；小花辐射对称，两性或单性，花瓣4一5；果实为核果。其中部分种类为寄生植物。

## 属
- Agonandra
- 山柑藤属 Cansjera
- 台湾山柚属 Champereia
- Gjellerupia
- 鳞尾木属 Lepionurus
- Melientha
- 山柚子属 Opilia
- Pentarhopalopilia
- Rhopalopilia
- 尾球木属 Urobotrya